# Jungle Speed (videojuego)
Jungle Speed es un videojuego de cartas. Desarrollado por Playful Entertainment para Wii (WiiWare), que lo lanzó al mercado en Estados Unidos el 12 de enero de 2009 y en las regiones PAL el 13 de marzo del mismo año.

## Origen
Jungle Speed está basado en el juego de mesa francés Jungle Speed, editado por Asmodee Editions.